# Die kommenden Tage
Die kommenden Tage ist ein Film von Lars Kraume über das Verhältnis zweier Schwestern bei Eintreten von drastischen politischen Veränderungen in den Jahren 2012 bis 2020.
Der Film ist eine dystopische Zukunftsvision. Die Produktionskosten betrugen 6,3 Millionen Euro laut Aussage des Regisseurs bei der Vorstellung am 6. November 2010 im Braunschweiger Kino C1 Cinema.

## Handlung
Die Geschichte einer Familie vor dem Hintergrund einer immer bedrohlicher werdenden Weltlage. Besonders im Blickpunkt stehen die Schwestern Laura und Cecilia.
2020: Laura beschreibt aus dem Off, dass sie sich in den südlichen Alpen befindet, außerhalb dessen was man Zivilisation nennt. Südlich davon ist die europäische Union bereits zerbrochen, und die restlichen Länder Mitteleuropas haben sich eingemauert, um sich vor dem Ansturm afrikanischer Flüchtlinge zu schützen. Sie wird von Soldaten durch die dicht befestigte Grenze gelassen und macht sich mit einem Rucksack, auf ihrem Arm ihr Sohn, auf den Weg.
2012: Laura, ihre Schwester Cecilia und deren Freund Konstantin sind Studenten. Die Zeiten werden immer bedrohlicher, der 4. Golfkrieg um die arabischen Ölquellen hat begonnen. Konstantin und Cecilia nehmen an Protestaktionen gegen den Krieg teil. Am Ende werden sie festgenommen und lernen auf der Polizeiwache den Franzosen Vincent kennen, der ihre Überzeugungen teilt. Gemeinsam wohnen sie bei Laura. Ihr Bruder Phillip lebt noch bei den Eltern und steht kurz vor dem Abitur. Die Geschwister vermuten, dass Phillip nicht ihr leiblicher Bruder ist. Ihr Vater ist als Unternehmensberater in der Energiewirtschaft tätig. Er holt Cecilia und Konstantin von der Polizei ab, nachdem sie festgenommen wurden.
Während in der Fußgängerzone ein Mann die Passanten anschreit, um sie auf ihren zerstörerischen Lebensstil aufmerksam zu machen, flüchtet Laura in eine Buchhandlung. Dort trifft sie Hans, einen ehemaligen Mitarbeiter ihres Vaters. Sie kommen ins Gespräch und gehen gemeinsam essen. Später verbringen Laura und Hans einen Tag im Wald mit Vogelbeobachtung, baden und spazieren. Abends berichtet Hans, dass er an einem unheilbaren, fortschreitenden Augenleiden erkrankt ist, das später zu erheblichem Sehverlust führen könnte.
Vincent führt Konstantin und Cecilia zu einem Treffen einer geheimen Gruppe, den „Schwarzen Stürmen“. Offen wird davon gesprochen, Anschläge durchzuführen, um die Gesellschaft zu zerstören, jedes Gruppenmitglied müsse bereit sein zur Gewalt. Konstantin ist davon begeistert und will unbedingt mitmachen. Alle Mitglieder sollen so unauffällig wie möglich leben, mit normalen Jobs und Gewohnheiten. Konstantin wird daraufhin Unternehmensberater in Paris, Cecilia leitet ein Restaurant in Berlin. Cecilia vermisst Konstantin und schaut eifersüchtig auf ihre Schwester, die mit Hans zusammenziehen will.
Bei einem Familientreffen eröffnen die Eltern, dass sie sich scheiden lassen. Ein Vaterschaftstest beweist, dass Philipp tatsächlich ein leibliches Kind der Eltern ist. Philipp und Laura gehen spazieren. Er berichtet, dass er sich zur Bundeswehr gemeldet hat.
Laura ist mit Hans zusammengezogen. Sie sagt ihm, dass sie schwanger ist. Spontan fahren sie in die Schweizer Berge und übernachten in einer einsamen Berghütte, die Hans geerbt hatte. Er spricht davon, dass das Leben immer schwieriger werden wird und der Krieg um Ressourcen sich ausdehnt. Hans möchte deshalb dauerhaft in den Bergen wohnen, als Selbstversorger mit einer Solarzelle auf dem Dach. Laura lehnt dies kategorisch ab, da sie in der Stadt leben und promovieren will. Hans beruhigt sie und bestätigt seine Liebe zu ihr, egal was auch passieren würde.
Kurz danach wollen beide heiraten, Hans wartet in einer Kirche zusammen mit der Hochzeitsgesellschaft auf Laura. Auf dem Weg dorthin bekommt sie Blutungen und Wehen. Sie kommt ins Krankenhaus, wo ihr Kind abgeht und stirbt. Der Arzt findet heraus, dass eine seltene genetische Veranlagung daran schuld war. Laura kann Kinder bekommen, aber nicht von Hans. Die Hochzeit wird abgesagt.
2016: Während Laura studiert, wird die Bibliothek während eines Notfalls geräumt. In der ganzen Stadt fällt durch einen Hackingangriff auf das Internet der Strom aus. Diesen Angriff haben die „Schwarzen Stürme“ verursacht und damit weltweit Schaden angerichtet. Konstantin, der wieder in Berlin lebt, knüpft Kontakt zu Laura. Abends trifft Konstantin Cecilia wieder. In ihrer Wohnung planen sie einen Anschlag mit Salmonellen auf einen prominenten Restaurantgast. Konstantin und Laura gehen zusammen aus. Darauf angesprochen, versichert Cecilia ihrer Schwester, dass es ihr egal sei. Laura nimmt wahr, dass Konstantin sich verändert hat und nicht mehr voller Sorgen und Wut sei. Konstantin entgegnet, dass er seinen Platz gefunden habe. Allerdings wolle er wissen, ob sich auch in Laura etwas verändert habe.
Bei einem Treffen der „Schwarzen Stürme“ wird geplant, dass jemand in Polizeiuniform während einer Demonstration einen möglichst jungen Teilnehmer erschießt. Um wie zufällig dazu jemanden auszuwählen, verteilen Vincent und Konstantin Lose. Allerdings sehen alle Lose gleich aus und vorab wurde die übrigen informiert, dass sie ihre Lose ignorieren sollen. Cecilia ist beunruhigt und unsicher, ob sie das Geforderte tun kann. Konstantin berichtet ihr, dass er schon oft getötet habe, als dies erforderlich war. Er sagt, wenn man die Zivilisation abschaffen wolle, ginge dies nicht ohne Töten. Auch seien Aktionen wie das Lahmlegen des Internets oder eine Salmonellenvergiftung viel zu harmlose Mittel. Über Laura sagt Konstantin, dass sie die beste bürgerliche Tarnung sei und das totale Gegenteil von allem, was ihn interessieren würde.
Laura und Konstantin gehen zusammen einkaufen. Im Supermarkt gibt es jedoch fast nichts mehr zu kaufen. Kunden stehlen sich die wenigen erhältlichen Artikel gegenseitig aus dem Einkaufswagen. Hinterher muss ein Sicherheitsmitarbeiter den Einkauf zum Auto tragen. Vor dem Haus Lauras ist ein großes Obdachlosenlager entstanden, auf den Straßen hausen bettelnde Kinder. Sie kochen zusammen und Laura verführt Konstantin.
Während der Demonstration stehen Cecilia und Konstantin als Polizisten verkleidet Demonstranten gegenüber. Als es zu einer Auseinandersetzung kommt, bleibt Cecilia zurück. Als Konstantin zu ihr kommt, sehen sie sich allein einer kleinen Gruppe von Demonstranten gegenüber, die sie sofort angreifen und verprügeln. Als Cecilia am Boden liegt, zieht sie die Waffe und erschießt eine junge Frau. Anschließend können sie flüchten und fahren in ihr Versteck. Cecilia verstößt Konstantin.
Laura ist wieder beim Arzt. Dieser eröffnet ihr verwundert, dass trotz einer erneuten Schwangerschaft alles in Ordnung sei. Sie berichtet, nicht mehr mit dem Vater des ersten Kindes zusammen zu sein. Der Arzt sagt, dass der seltene Gendefekt mittlerweile behandelbar sei. Sie trifft ihren Bruder Philipp, der einen neuen Marschbefehl erhalten hat. Er bittet sie, mit in ein Hotel zu kommen. Dort treffen sie Mitarbeiter von Verfassungsschutz und MAD, die das Doppelleben Konstantins und seine Zugehörigkeit zu den „Schwarzen Stürmen“ aufgedeckt haben. Laura soll Cecilia zur Aussage überreden, und man stellt ihr eine Kronzeugenregelung in Aussicht. Später erzählt Laura Konstantin, dass sie schwanger sei. Sie will jedoch keinen weiteren Kontakt, weil sie Zeit zum Nachdenken benötige.
Vor dem Abschied Phillips veranstaltet ihr Vater eine Party. Angetrunken macht Cecilia ihrer Schwester eine Szene und wirft ihr vor, ihr Konstantin ausgespannt zu haben. Später holt Cecilia aus ihrer Wohnung eine vorbereitete Bombe und schaltet sie scharf. Sie fährt zu ihrem Restaurant und deponiert sie dort. Unerwartet betritt Laura das Restaurant, um sich zu versöhnen. Kurz vor der Explosion kann Cecilia ihre Schwester noch in die Küche schieben, um sie zu schützen. Unmittelbar danach kommt es zur Explosion, die Cecilia überlebt. Laura bekommt ihr Baby, danach fährt sie mit ihrer Mutter in ihr Elternhaus, das mittlerweile in einer von Sicherheitsmitarbeitern geschützten Anlage liegt. Geschäftspartner des Vaters stellen ihn zur Rede und verlangen, dass er vor Gericht gegen seine Tochter aussagt. Andernfalls würde ihn die Kanzlei fallen lassen. Er sagt, dass seine Tochter wahllos Leute umbringt und sein Sohn in einem Krieg kämpft, weshalb er ohnehin nicht ins Büro zurückkehren könne. Laura darf Cecilia kurz im Gefängnis besuchen. Beide wissen nicht, wo Konstantin ist.
2020: Laura geht zu Fuß mit ihrem Baby durch die Grenzanlage der Eingangsszene. Sie geht zur Berghütte, in der Hans mit Albert, einem ehemaligen Soldaten aus Afrika, wohnt. Neben der Berghütte hat er Vogelvolieren, in denen er Falken und Eulen hält. Obwohl Hans zunächst abweisend ist, versorgt er Laura. Später nähern sie sich wieder an. Laura sagt, dass sie gekommen sei, weil sie überlegt habe, wer ihr im Leben noch etwas bedeutet. Sie gibt zu, alles falsch gemacht zu haben.
Als sie eines Abends gemeinsam essen, hören sie Autogeräusche. Konstantin ist gekommen, auf dem Beifahrersitz liegt der getötete Vincent. Konstantin ist auf der Flucht, er will seinen Sohn sehen und seine Familie abholen. Laura will nicht mitkommen. Daraufhin schießt er Hans nieder und will Laura und ihr Kind gewaltsam mitnehmen. Hastig rafft er einige Vorräte zusammen und steckt die Hütte in Brand. Als er losfahren will, wird er von Albert, der sich im Auto versteckt hatte, getötet. Laura fährt den schwerverletzten Hans zur Grenze.

## Hintergrund
Die kommenden Tage ist eine Kinoproduktion von Badlands Film in Zusammenarbeit mit UFA Cinema und in Koproduktion mit Dream Team Filmproduction und WDR, ARD Degeto und ARTE. Gefördert wurde der Film von der Filmstiftung NRW, dem Medienboard Berlin-Brandenburg, der Filmförderungsanstalt, HessenInvestFilm, Cine Tirol Filmförderung und dem Deutschen Filmförderfonds. Den Weltvertrieb hat die Telepool Munich übernommen.
Drehort für den in Berlin angesiedelten Film war unter anderem die denkmalgeschützte Villa Baum in Wuppertal-Boltenberg für die Innenaufnahmen. Für Außenaufnahmen wurden Drehorte in Berlin, Frankfurt, Köln und Düsseldorf sowie in Tirol gewählt.

## Kritiken
„Lauras … Ringen um ein glückliches Leben ist noch das wahrhaftigste Streben in diesem Film, in dem es von überambitioniert gespielten Charakteren nur so wimmelt. Die Zukunft bedrohlich zu imaginieren, mag ein Bedürfnis des Menschen sein; Erkenntnis bringt sie hier indes nicht.“

„Diese Negativ-Utopie mag auf den ersten Blick weit hergeholt erscheinen, in der Verdichtung der lebensweltlichen Umstände seiner Protagonisten aber erzielt Kraume hohe Plausibilität.“

„Ein ehrgeiziger Versuch, gegenwärtige Gegebenheiten spannend weiterzudenken. Der dystopische Entwurf scheitert, weil er seine vielen Facetten dramaturgisch nicht in den Griff bekommt; allzu oft unterminieren Regie- oder Drehbucheinfälle die Handlungslogik der ansonsten überzeugenden Mischung aus Science Fiction und Drama.“

„Der schlechteste Film mit der besten Besetzung. Es wird auch keine Sonate aus Hänschen Klein wenn man es sich von Lang Lang auf dem Klavier vorspielen lässt.“

## Auszeichnungen
- 2011 erhielt Bernadette Heerwagen jeweils eine Nominierung als Beste Hauptdarstellerin für den Deutschen Filmpreis und den Preis der Deutschen Filmkritiker.
- Im Jahr 2010 gewannen Christoph Kaiser und Julian Maas den Preis der Deutschen Filmkritiker für die Beste Musik.